# Davidson Andeh
Davidson Andeh (ur. 17 stycznia 1958 w  Lagos) – nigeryjski bokser, mistrz świata z 1978.
Wystąpił na mistrzostwach świata w 1974 w Hawanie w kategorii papierowej (do 48 kg), lecz przegrał pierwszą walkę przez nokaut z Jewgienijem Judinem z ZSRR. W tym samym roku zdobył srebrny medal w tej samej wadze na mistrzostwach Afryki w Kampali po przegranej w finale z wicemistrzem świata Stephenem Muchokim z Kenii.
Miał wystąpić w reprezentacji Nigerii na igrzyskach olimpijskich w 1976 w Montrealu, ale Nigeria, podobnie jak wiele innych państw afrykańskich, wycofała się z igrzysk w proteście przeciw udziałowi drużyny rugbystów Nowej Zelandii w meczu na terytorium Południowej Afryki. Miał walczyć w wadze piórkowej (do 57 kg), a pierwszym przeciwnikiem miał być Sen Rai z Indii. Andeh zwyciężył w wadze lekkiej (do 60 kg) w mistrzostwach Afryki Zachodniej w 1977 w Lagos. 
Zwyciężył w wadze lekkiej na mistrzostwach świata w 1978 w Belgradzie. Wygrał pięć walk, m.in. z Ace Rusevskim z Jugosławii, półfinałową z René Wellerem z RFN i finałową z Władimirem Sorokinem z ZSRR.
W 1980 przeszedł na zawodowstwo. Stoczył 24 walki, z których 18 wygrał (11 przed czasem), 5 przegrał, a jedną uznano za nieodbytą. W 1983 został zawodowym mistrzem Afryki w wadze lekkiej, ale nie bronił tego tytułu. Zakończył karierę bokserską w 1987.